# Железнодорожный транспорт в Южной Осетии
В настоящий момент железнодорожное сообщение в частично признанной Южной Осетии отсутствует. С 1940 года по 1991 год на территории функционировала линия Гори — Цхинвали Закавказской железной дороги. В 1991 году движение было прекращено из-за обострения грузино-осетинского конфликта и впоследствии так и не было восстановлено.

## История
8 июня 1940 года было открыто движение на 32-х километровом участке линии Тбилисского отделения Закавказской железной дороги от станции Гори до станции Сталинир. Других станций кроме Сталинира на 5-километровом участке линии, проходящем по территории Южной Осетии, не было. В 1991 году из-за обострения грузино-осетинского конфликта движение было прекращено. C 1991 по 2008 год восстановление железнодорожного движения по линии на Гори было невозможным по причине неурегулированности конфликта, а строительство ветки в Россию — по причине отсутствия согласия Грузии на реализацию подобного проекта и отсутствия признания независимости Южной Осетии со стороны России. В частности, в июне 2004 года провалилась попытка Грузинской железной дороги восстановить сообщение между Гори и Цхинвали. В 2008 году после признания независимости Южной Осетии Россией на встрече с президентом России Дмитрием Медведевым глава РЖД Владимир Якунин сообщил о начале работы по подготовке проекта строительства железнодорожного сообщения между Россией и Южной Осетией.

## Нереализованные проекты
- 1934 год: Алагир — Цхинвали[14]
- 1961 год: Орджоникидзе — Тургим — Цхинвали[14]
- 2008 год: Владикавказ — Нижний Унал — Дзау — Цхинвал[15].

На участке Гори — Цхинвали в 1969—1979 гг. проводились эксперименты по электрификации железных дорог постоянным током напряжением 6000 вольт.